# 插曲 (鄭秀文歌曲)
《插曲》，是鄭秀文的一首粵語歌曲，這首歌曲收錄於1999年大碟《很愛很愛》。作曲者為CY Kong，填詞人為因葵。在樂壇頒獎禮上，鄭秀文憑這首歌曲奪得多個獎項。除了原版，還有一版Acoustic Version收錄於鄭秀文同年底發行的《多謝新曲＋精選》中。這首歌曲不僅在香港流行，在東南亞亦有傳唱度，特別在越南及泰國，而在印尼，其國語版亦甚為流行，許多印尼人，因其而更進一步認識鄭秀文這位香港歌手。
歌曲推出後獲得熱烈回響，不僅在Top one卡拉OK，首三星期點唱率衝破 400,000次，更成為中文歌曲龍虎榜、精選104東一個榜、無線勁歌金榜、雷霆歌曲播放指數(兩星期)、新城勁爆流行榜、903專業推介 與 加拿大至HIT中文歌曲排行榜 七台冠軍歌。 
收錄該歌曲的大碟《很愛很愛》，更在IFPI唱片銷量榜上，連續兩星期冠軍， 亦因為「插曲」大流行，而令專輯持續熱賣，在九九年下半年唱片業逆市之下，賣出十萬，亦即雙白金的成績，從而令鄭秀文得到香港唱片商會透過香港電台頒發的全年最高銷量歌手大獎銀獎，亦即表示鄭是1999年全港最高銷量的女歌手，經統計全年唱片總銷量超過250,000。

## 靈感與背景
在1999年的演唱會上，鄭秀文提到這首歌的歌詞反映了她在音樂行業多年來的感受，特別是她對媒體和狗仔隊的看法。歌詞描述了狗仔隊對她生活的侵擾和傷害，例如「離開退縮澄清接觸，誰料你一早已輯錄」，表達了她對媒體惡意攻擊和負面報導的不滿。

## 獎項
- 1999
  - 芝加哥美加華語廣播電台風城至愛中文歌曲流行榜[十大至愛歌曲]—插曲
  - 香港電台十大中文金曲頒獎禮[最受歡迎卡拉OK歌曲獎]—插曲
  - 香港電台十大中文金曲頒獎禮[十大中文金曲]—插曲
  - TVB十大勁歌金曲頒獎禮[十大勁歌金曲]—插曲
  - TVB十大勁歌金曲頒獎禮[金曲金獎]—插曲
  - 新城勁爆流行音樂頒獎禮[勁爆歌曲十大]—插曲

## 參看
- 鄭秀文
- 第二十二屆十大中文金曲得獎名單
- 勁歌金曲頒獎典禮